# República de Maganja da Costa
A república militar de Maganja da Costa foi um antigo estado independente situado no distrito de Maganja da Costa, em Moçambique, que existiu entre 1874 e 1898. Os seus habitantes, chamados maganjeiros, tinham uma identidade étnica própria e distinta.

## História
A república formara-se a partir de um antigo Prazo da Coroa após a morte do prazeiro Vitorino Romão Alves da Silva, em 1874, que servia de elo com as autoridades portuguesa. Na costa estendia-se entre o Rio o Licungo e Moninga e considerava o Rio Melela como a sua fronteira oriental. O prazo era bem povoado, rico em termos agrícolas e tinha grandes feiras anuais que eram destino popular de caravanas vindas do interior. Estimava-se a sua população em 100,000 almas.
Maganja da Costa dispunha de um dispositivo militar único na história moçambicana e até africana, organizado em doze ensacas (regimentos), tendo cada um deles 1000 a 1200 homens. Os sargentos de cada um deles elegiam um cazembe para liderar a ensaca e os 12 cazembes formavam o conselho de guerra, que era presidida por um capitão na grande "aringa" (povoação fortificada) de M'Passué. A este capitão servia uma autoridade incumbida das questões administrativas. A vila de Maganja tinha cerca de 1000 cabanas, algumas caiadas, a um canto do seu recinto fortificado, mas espaço para um acampamento de 20,000 guerreiros. Cada cazembe detinha, porém, a sua própria jurisdição e era responsável pela cobrança de impostos. Os regimentos de Maganja da Costa renovavam os seus efectivos iniciando recrutas através de rituais mais ou menos violentos.
O sucessor oficial de Vitorino Romão Alves da Silva era Mariano Henrique de Nazaré, um descendente afastado e negociante no porto de Bajone, no rio Moninga, que fornecia às autoridades portuguesas os sipaios para as expedições militares ou faxinas, representado em M'Passué pelo seu lugar-tenente, o muzungo Aurélio. Porém o seu poder era reduzido.
Em 1884, Maganja da Costa forneceu ao governo português um contingente de auxiliares para reprimir a revolta de Massingire. Um regimento da Maganja da Costa participou na expedição de António Maria Cardoso ao Niassa, entre Novembro de 1888 e Março de 1889 e na de Serpa Pinto ao Chinde em Agosto-Novembro 1889. Maganja da Costa também forneceu um destacamento de chicundas para a grande campanha de João de Azevedo Coutinho contra Massangano.
Após a Batalha de Mafunda a 19 de Novembro de 1891, os chicundas aos quais João Coutinho mandara retirar sem soldo amotinaram-se e, no caminho de regresso a M'Passué saquearam Vila Formosa, capital do prazo de Boror, que destruíram por completo. Duas semanas depois, aproximaram-se então de Quelimane, capital do distrito, para tentar saqueá-la também. Invadiram Namacurra, avançaram na direção de Maquival mas foram impedidos de atravessar o rio Macusse pelas tropas europeias enviadas de urgência pelo comissário régio António Enes e pela chegada de uma canhoneira que os conteve.
Em 1895, o Residente português em M'Passue, espécie de cônsul, foi expulso, obrigando o governador de Quelimane João Manuel Guerreiro de Amorim a dirigir-se pessoalmente a M'Passué para instalar um novo Residente. Em fins de 1897, o chefe do Estado Maior do governador-geral Mouzinho de Albuquerque, Aires de Ornelas, visitou M'Passué para obter apoio militar contra o sultanato de Angoche, porém foi mal recebido. Depois de partir, o governo-geral decidiu instalar uma companhia de tropas africanas junto do Residente de M'Passué e em Abril de 1898 chegaram 100 landins sob o comando de Luís Augusto Pimentel.

### A guerra com Portugal e o fim da república
Os cazembes da Maganja da Costa entraram em conflito com Luís Augusto Pimentel e os seus landins e tentaram isolá-los em M'Passué interceptando o correio. O governador João de Azevedo Coutinho decidiu portanto enviar um comboio de socorro comandado pelo capitão Jaime Augusto Vieira da Rocha com dois oficiais, cinco sargentos e soldados brancos, 55 polícias e soldados africanos, um canhão 500 sipaios e 400 carregadores. A 8-10 de Maio estavam no Licungo e, ali, construíram um fortim. O capitão Vieira da Rocha tentou atravessour o rio Mabala a 13 de Maio mas este estava defendido pelos chicundas da Maganja da Costa e a 14 foi cercado na margem esquerda do rio e entrincheirou-se. Em M'Passué, Luís Augusto Pimentel encontrava-se também cercado e de comunicações cortadas com os homens de Vieira da Rocha. O comando da Maganja da Costa, porém, encontrava-se em crise e dividido desde uma revolta de chicundas em 1897.
Entretanto, João de Azevedo Coutinho decidiu organizar o socorro a Vieira da Rocha e Augusto Pimentel. Pedro Massano de Amorim, um oficial competente, foi enviado a esvaziar as guarnições da Baixa Zambézia e em Quelimane mandou desembarcar alguns marinheiros. Também recorreu aos irmão Bivar Pinto Lopes, os Ferrões, chefes de sipaios de Sena que em 1897 o tinham auxiliado contra o chefe Cambuemba.
O primeiro a chegar foi Pedro Francisco Massano de Amorim, a 21 de Maio, com 3 oficiais, 3 sargentos brancos, 56 soldados, 16 marinheiros, 3 canhões, 500 sipaios e 600 carregadores. A 23 ou 24 alcançou Mabala, onde encontrou Veira da Rocha e a sua força em estado crítico, tendo por então já perdido uns 24 sipais. A 27 entrou em M'Passué sem estorvo. O cerco aos portugueses ali retido fora tímido e os assaltantes dispersaram após 100 tiros de canhão. A Maganja da Costa continuava, porém, insubmissa.
Em Quelimane, João de Azevedo Coutinho tinha reunido a 9 de Junho uma grande hoste de mais de 4000 guerreiros entusiasmados pela reputação de Azevedo Countinho e pela expectativa de saque. Partida esta força, a 16 de Junho as autoridade de Maganja da Costa decidiram negociar a rendição antes que Azevedo Coutinho tivesse atravessado o Magala. Coutinho dirigiu-se sozinho, de noite, ao local de encontro e exigiu o pagamento de imposto, entrega de armas e punição dos responsáveis pela morte do um oficial da marinha Simeão de Oliveira. Estas condições foram aceites e a guerra terminou, tendo o governador entrado triunfalmente com 6000 homens na grande aringa. A república sofrera 600 mortos e 600 prisioneiros de guerra. A pacificação de Maganja da Costa foi a última e mais substancial das campanhas para a submissão da Zambézia.